# Challenger de Indianapolis 2022
El torneo Indy Challenger 2022 fue un torneo de tenis perteneció al ATP Challenger Tour 2022 en la categoría Challenger 80. Se trató de la 1.ª edición, el torneo tuvo lugar en la ciudad de Indianapolis (Estados Unidos), desde el 18 de julio hasta el 24 de julio de 2022 sobre pista dura bajo techo.

## Jugadores participantes del cuadro de individuales
| Favorito | País                        | Jugador             | Rank1 | Posición en el torneo |
| -------- | --------------------------- | ------------------- | ----- | --------------------- |
| 1        | Bandera de Alemania         | Peter Gojowczyk     | 91    | Segunda ronda         |
| 2        | Bandera de los Países Bajos | Tim van Rijthoven   | 103   | Segunda ronda, retiro |
| 3        | Bandera de Estados Unidos   | Stefan Kozlov       | 104   | Primera ronda         |
| 4        | Bandera de Estados Unidos   | Jeffrey John Wolf   | 111   | Primera ronda         |
| 5        | Bandera de Alemania         | Dominik Koepfer     | 136   | Cuartos de final      |
| 6        | Bandera del Reino Unido     | Liam Broady         | 140   | Primera ronda         |
| 7        | Bandera de Estados Unidos   | Mitchell Krueger    | 146   | Primera ronda         |
| 8        | Bandera de Estados Unidos   | Christopher Eubanks | 163   | Cuartos de final      |

- 1 Se ha tomado en cuenta el ranking del 11 de julaio de 2022.

### Otros participantes
Los siguientes jugadores recibieron una invitación (wild card), por lo tanto ingresan directamente al cuadro principal (WC):
- Nishesh Basavareddy
- Alex Rybakov
- Michail Pervolarakis

Los siguientes jugadores ingresan al cuadro principal tras disputar el cuadro clasificatorio (Q):
- Hady Habib
- Brandon Holt
- Aidan McHugh
- Shang Juncheng
- Sho Shimabukuro
- Evan Zhu

## Campeones

### Individual Masculino
- Wu Yibing derrotó en la final a  Aleksandar Kovacevic, 6–7(10), 7–6(13), 6–3

### Dobles Masculino
- Hans Hach Verdugo /  Hunter Reese derrotaron en la final a  Purav Raja /  Divij Sharan, 7–6(3), 3–6, [10–7]